# Menedżer kultury
Menedżer kultury – interdyscyplinarny zawód polegający na planowaniu i organizacji działalności artystycznej w przedsiębiorstwach i instytucjach kulturalnych. 
Do obowiązków menedżera kultury należy w szczególności zarządzanie projektami kulturalnymi, pozyskiwanie i rozliczanie środków finansowych, reklama realizowanych przedsięwzięć i zapewnienie kontaktu z mediami. Menedżer kultury ma ograniczony wpływ na stronę artystyczną przedsięwzięcia.